# Tamilischer Film
| Tamil-Filmproduktionen |        |
| Jahr                   | Anzahl |
| 1931–1935              | 64     |
| 1936–1940              | 185    |
| 1941–1945              | 93     |
| 1946–1950              | 117    |
| 1951–1955              | 184    |
| 1956–1960              | 299    |
| 1961–1965              | 264    |
| 1966–1970              | 339    |
| 1971–1975              | 366    |
| 1976–1980              | 535    |
| 1981–1985              | 743    |
| 1986–1990              | 815    |
| 1991–1995              | 852    |

Der tamilische Film entsteht hauptsächlich in Chennai in Tamil Nadu. Die tamilische Filmindustrie wird in Anlehnung an ihren Entstehungsort Kodambakkam in Chennai und an die Hindi-Filmindustrie „Bollywood“ auch „Kollywood“ genannt. Die Struktur der Filme ist dem Hindi-Film zwar ähnlich, doch zeichnen sich Kollywood-Filme durch die Sprache Tamilisch und durch mehr Innovationsfreude aus. Auch spielen Kampfkunstelemente eine größere Rolle als in Bollywood-Filmen, was der tamilischen Filmindustrie in den letzten Jahren sogar gewisse Exportmöglichkeiten im ostasiatischen Raum bot (u. a. Japan). Oft werden erfolgreiche tamilische Filme in der Mumbaier Filmindustrie adaptiert und mit anderen Stars neu gedreht. Viele Regisseure und Schauspieler des tamilischen Films haben auch erfolgreiche Hindi-Filme gedreht, so Mani Ratnam, Rajinikanth, Kamal Haasan oder Madhavan. Zu den erfolgreichsten Schauspielern des tamilischen Films gehören Sivaji Ganesan und der spätere Chief Minister Tamil Nadus M. G. Ramachandran.